# Chilomicroni
I chilomicroni sono le lipoproteine caratterizzate dalla minor densità (0,90 g/ml) e dal maggior diametro, tra 75 e 1200 nm. Raccolgono i trigliceridi, principalmente, e il colesterolo introdotti con la dieta a livello dell'intestino tenue e sono presenti pressoché solo dopo i pasti.

In generale, dopo essere stati prodotti a livello dell'intestino passano nel sistema linfatico e da questo nella circolazione sanguigna, fino a raggiungere i capillari dei tessuti che sfruttano il colesterolo e i trigliceridi, come il tessuto adiposo e quello muscolare; terminano la loro esistenza presso il fegato.

## Trasporto e funzionamento
Nel loro viaggio dall'intestino ai tessuti periferici, e infine al fegato, si possono individuare due diversi momenti.

### Intestino
A livello del lume dell'intestino tenue sono presenti micelle di colesterolo e fitosteroli che vengono riconosciute da un recettore presente sul lato apicale delle cellule epiteliali dell'intestino, NPC1L1, che permette il loro ingresso nella cellula.

La micella viene così portata al reticolo endoplasmatico, dove il colesterolo viene esterificato da ACAT (AcilCoA Colesterolo Acil Transferasi), enzima che trasferisce sul gruppo ossidrilico del colesterolo un acido grasso. A livello della membrana del reticolo endoplasmatico rugoso si ha contestualmente la produzione dell'apolipoproteinaB48 e l'ingresso nel lume del reticolo di trigliceridi, aiutati da un'altra proteina, MTP, che si vanno a legare con l'apoB48 man mano che entra nel lume. La struttura che si va formando prende il nome di microsoma.

Sempre presso il lume del reticolo, il colesterolo esterificato entra nel microsoma, diventando parte costituente del suo carico e facendolo così diventare un chilomicrone.

I chilomicroni proseguono lungo la via secretoria, e, dopo aver raggiunto l'apparato del Golgi, vengono secreti all'esterno del lato basilare della cellula in un vaso linfatico.

### La circolazione
I chilomicroni presenti nei vasi linfatici sono detti nascenti e sono caratterizzati da un maggior contenuto di trigliceridi e un minor contenuto di colesterolo normale o esterificato. Dopo che il dotto toracico ha riversato la linfa contenente i chilomicroni nascenti nella circolazione sanguigna, questi ricevono apoC2 e apoE da una lipoproteina ad alta densità (HDL) e divengono chilomicroni maturi.
Una volta raggiunti i capillari che si affacciano alle cellule adipose e muscolari, l'apoC2 presente sui chilomicroni interagisce con un recettore presente sull'endotelio, la lipoproteina lipasi (LPL), che preleva trigliceridi dal chilomicrone e li scinde in due prodotti: acidi grassi liberi e monoacilglicerolo, che quindi incorpora nella cellula su cui si trova.
A questo punto i chilomicroni si trovano depauperati di trigliceridi e avviene una nuova interazione con un'HDL. Il chilomicrone le cede apo C2, colesterolo non esterificato e fosfolipidi, mentre HDL cede al contrario colesterolo esterificato. Questi ultimi due prodotti sono scambiati grazie all'intervento di apoD, detta anche CETP (cholesterol esterificate transferring protein).
Ciò che resta dei chilomicroni ha ora un contenuto prevalente di colesterolo esterificato e tramite la circolazione raggiunge il fegato, dove apoE interagisce col recettore per le lipoproteine a bassa densità (LDL), LDL-R, provocando l'endocitosi del chilomicrone stesso.

## Patologie correlate
Tra le patologie dovute a difetti nel metabolismo dei chilomicroni si ha la iperchilomicronemia, causata da un deficit di lipoproteinlipasi o dell‘apoC2.